# Авициан
Авициан (Авидиан, Авит; лат. Avitianus, фр. Avitien, Avidien, Avit; умер в 325) — епископ Руанский, святой (день памяти  — 2 декабря).
Святой Авициан был третьим епископом Руанским. Считается, что о двух его предшественниках известно только из церковного предания. Святой Авициан стал епископом после святого Меллона в 314 году. Об Авициане, как и о святом епископе Кёльнском Матерне, известно как об участниках первого собора галлов в Арле в 314 году.
В «Acta archiepiscoporum Rotomagensium» сообщается о святом Авициане: «этот блаженный владыка был чист духом, безупречен в манерах и внимателен к спасению душ, бывших на его попечении».
Мощи святого Авициана находятся в руанском храме Святого Гервасия.